# کوادراتور گاوس–چبیشف
کوادراتور گاوس-چبیشف یکی از روش‌های انتگرال گیری در آنالیز عددی است که فرمول آن با ایده کلی انتگرال گیری گاوسی با تابع وزن متناسب با چندجمله‌ای‌های متعامد چبیشف حاصل می‌شود. برای تقریب انتگرال‌هایی به شکل:
{\displaystyle \int _{-1}^{+1}{\frac {f(x)}{\sqrt {1-x^{2}}}}\,dx}
و
{\displaystyle \int _{-1}^{+1}{\sqrt {1-x^{2}}}g(x)\,dx.}
در حالت اول
{\displaystyle \int _{-1}^{+1}{\frac {f(x)}{\sqrt {1-x^{2}}}}\,dx\approx \sum _{i=1}^{n}w_{i}f(x_{i})}
که
{\displaystyle x_{i}=\cos \left({\frac {2i-1}{2n}}\pi \right)}
با وزن
{\displaystyle w_{i}={\frac {\pi }{n}}.}
در حالت دوم
{\displaystyle \int _{-1}^{+1}{\sqrt {1-x^{2}}}g(x)\,dx\approx \sum _{i=1}^{n}w_{i}g(x_{i})}
که در آن
{\displaystyle x_{i}=\cos \left({\frac {i}{n+1}}\pi \right)}
و وزن
{\displaystyle w_{i}={\frac {\pi }{n+1}}\sin ^{2}\left({\frac {i}{n+1}}\pi \right).\,}